# Bathygadus nipponicus
Bathygadus nipponicus és una espècie de peix de la família dels macrúrids i de l'ordre dels gadiformes.

## Morfologia
- Els mascles poden assolir 56,5 cm de llargària total.[2][3]

## Hàbitat
És un peix bentopelàgic i marí d'aigües subtropicals.

## Distribució geogràfica
Es troba al sud del Japó i al nord-est de Taiwan.